# Droga wojewódzka 618
Die Droga wojewódzka 618 (DW 618) ist eine polnische Woiwodschaftsstraße in der Woiwodschaft Masowien. Sie verläuft in Ost-West-Richtung und verbindet die Stadt Wyszków (Hohenburg) mit Gołymin-Ośrodek.